# Tony Rinaudo

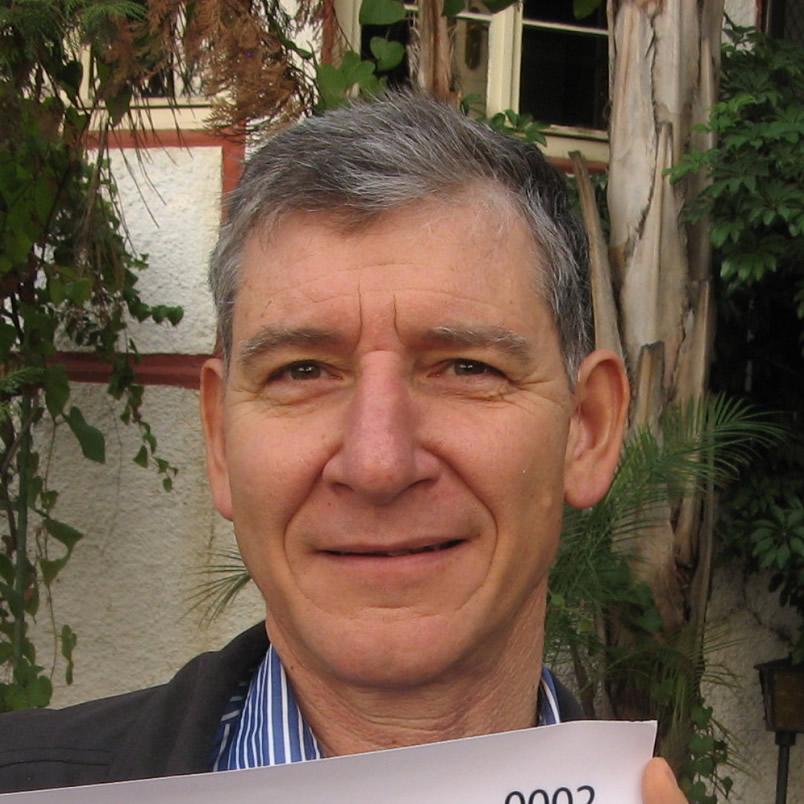
Tony Rinaudo (2013)

Anthony „Tony“ Thomas Rinaudo AM (* 19. Januar 1957) ist ein australischer Agrarwissenschaftler.

## Leben
Rinaudo entwickelte in den 1980er und 1990er Jahren die Wiederaufforstungstechnik „Farmer Managed Natural Regeneration“ (FMNR), bei der aus den unter dem Wüstensand verborgenen Wurzelsystemen Bäume herangezogen werden. So wurden erfolgreich Teile der Sahelzone wieder begrünt. Er und sein Team konnten mit dieser Methode über 200 Millionen neue Bäume in der Sahelzone heranziehen, und andere Teams zogen weitere 600 Millionen mit seiner Technik heran. Insgesamt gab es bis 2019 20 Millionen Hektar mit einer durchschnittlichen Baumdichte von etwa 40 Bäumen pro Hektar. Rinaudo konnte zeigen, dass Wiederaufforstung durch Regeneration vielerorts im Boden vorhandener Baumwurzeln einfacher, nachhaltiger, preiswerter und effektiver ist als Aufforstung durch Pflanzung von Setzlingen.
2018 wurde ihm der Right Livelihood Award – auch als Alternativer Nobelpreis bekannt – zusammen mit Yacouba Sawadogo verliehen. 2019 wurde er für seine Verdienste um den Naturschutz als Pionier in internationalen Aufforstungsprogrammen zum Member des Order of Australia ernannt.
Rinaudo ist bekennender Christ.

## Werke
- Tony Rinaudo – der Waldmacher, Tony Rinaudo und Dennis Garrity (Autoren), Johannes Dieterich (Hrsg.), Übersetzung aus dem Englischen von Roland Brolde, Rüffer&Rub Sachbuchverlag, Zürich 2018, Erste Auflage,  DNB-Link , ISBN 978-3-906304-18-2.
- Unsere Bäume der Hoffnung, Rüffer&Rub Sachbuchverlag, Zürich, 2021, ISBN 978-3-906304-66-3
- Tony Rinaudo. Einer, der Wüsten in Wälder verwandelt. Down to Earth Verlag, Berlin. 2021 ISBN 978-3-86270-998-4

## Film
- Der Waldmacher, Dokumentarfilm, 2021 (Regie: Volker Schlöndorff)[4]